# Cratere Phoibe
Phoibe è un cratere sulla superficie di Giano.